# ボルネオハゼ
ボルネオハゼ(Parioglossus palustris）は中層を遊泳するハゼで、汽水魚。

## 分布
日本国内では西表島に分布している。国外では西部太平洋に分布する。

## 形態
全長14cm。体に縦帯がなく、尾鰭下葉前部に正方形の大きな黒色斑があり、オスの尾鰭後縁は三角形に切れ込むなどの特徴がある。口は上を向く。

## 生態
河川の河口域のマングローブ林に生息する。ヒルギの根元の中層付近で、ミヤラビハゼ、コビトハゼと混合群をつくり遊泳する。干潮域は根の隙間などの湿ったところに張り付いて上げ潮を待っている。普段は水底から離れて浮遊しながらプランクトンを食す。